# Парагвайский легион
Парагвайский легион (исп. Legión Paraguaya) — вооружённое формирование в Парагвайской войне 1864—1870, состоял из парагвайцев, воевавших против правительства Франсиско Солано Лопеса. Был создан в Аргентине группой парагвайских эмигрантов — противников режима Лопеса. Участвовал в боях на стороне бразильско-аргентино-уругвайского альянса. После войны офицеры легиона активно участвовали в парагвайской политике.

## Основание и принципы
13 декабря 1864 началась Парагвайская война — между Парагваем и Тройственным альянсом Бразилии, Аргентины, Уругвая. Инициатива принадлежала парагвайскому правительству. Президент Парагвая Франсиско Солано Лопес претендовал на политический контроль над Уругваем и объявил войну Бразильской империи. В значительной степени это было обусловлено характером парагвайского политического режима.
С 1810-х Хосе Гаспар Франсиа, Карлос Антонио Лопес-старший, Франсиско Солано Лопес-младший проводили политику самоизоляции (жёсткую при Франсиа, несколько смягчённую при Лопесах). Этим обеспечивался государственный суверенитет, политическая стабильность, социальные программы. С другой стороны, диктаторский режим, бюрократическая централизация, цензура и репрессии тормозили развитие страны. Политическая оппозиция в стране тотально подавлялась, противники режима вынуждены были эмигрировать. Их пристанищем чаще всего становилась Аргентина. При этом Лопес-младший имел большие геополитические амбиции в регионе Южного конуса, что и послужило непосредственной причиной войны.
Менее чем через неделю после начала войны, 18 декабря 1864, в аргентинском Буэнос-Айресе собрались несколько десятков парагвайских эмигрантов. Они приняли решение учредить Парагвайский легион — военное подразделение для вооружённой борьбы против режима Лопеса. Декларация Легиона призывала «спасти родину от тирана, который превратил её в собственное имение и развязал войну». Авторы требовали отстранить Лопеса от власти и предать суду. Для будущего Парагвая они предлагали республиканскую конституцию, которая ограничит власть главы государства. Новое правительство, по их замыслу, должно пользоваться уважением всех групп парагвайского общества и доверием соседних государств. Главным лозунгом Парагвайского легиона стало «Возрождение Парагвая». Завершался призыв словами: «Цивилизация покончит с варварством».
Главными организаторами Парагвайского легиона выступили Хуан Франсиско Декоуд и Фернандо Итурбуру, а также Хосе Сегундо Декоуд (брат Хуана Франсиско), Хосе Диас де Бедоя, Карлос Лойсага Мачаин, Бениньо Феррейра, Сальвадор Ховельянос, Хуан Баутиста Эгускиса, Хайме Соса. Они происходили из известных семейств парагвайской политической и военной элиты, находившихся в конфликте с режимами Франсиа и Лопесов. В эмиграции они состояли в Парагвайской ассоциации противников Лопеса. Идейно и политически обычно придерживались либеральных либо национал-либеральных взглядов. Поддерживая внешних противников парагвайского государства, они считали главной национальной задачей свержение режима Лопеса и видели в этом свой патриотический долг.
Формирование Парагвайского легиона послужило Франсиско Лопесу одним из поводов для объявления войны Аргентине 29 марта 1865.

## Роль в войне
Договор о Тройственном альянсе между Бразилией, Аргентиной и Уругваем, заключённый 24 мая 1865, включал статью 7: «Поскольку война ведётся не против народа Парагвая, а против его правительства, союзники могут принять в Парагвайский легион всех граждан этой национальности, которые поддержат свержение этого правительства». Данный тезис был важен для участников Легиона идейно, политически и юридически.
Однако, несмотря на тяжёлые условия жизни, значительное большинство парагвайцев сплотилось вокруг режима Лопеса. Войну, начатую парагвайским правительством, удалось представить как оборонительную. Этому способствовали плотный бюрократический контроль, пропаганда «осаждённой крепости», реальная жестокость войск Тройственного альянса (особенно бразильских) в обращении с населением.
Численность Парагвайского легиона не превысила 800 человек. Притока парагвайцев не возникло. Не удалось даже объединить 2000 парагвайских эмигрантов в Аргентине, как планировалось при создании. При этом бразильская сторона воспринимала Легион как аргентинское формирование и с подозрением относилась к проекту. В целом Легион имел не столько военное, сколько политико-символическое значение: демонстрировалось участие парагвайцев на стороне Тройственного альянса.
Первые годы войны действия различные подразделения Легиона действовали разрозненно, фактически без общего командования, в различных аргентинских соединениях. В сентябре 1865 Декоуд, Феррейра и Соса участвовали в переговорах о капитуляции парагвайского отряда полковника Эстигаррибии при осаде Уругваяны. Итурбуру помогал аргентинскому гуьбернатору Хусто Уркисе договориться об отводе парагвайских войск генерала Венсеслао Роблеса из провинции Корриентес.
Активные боевые действия Парагвайский легион повёл только в последний год войны. Исход был предрешён, Парагвай находился на грани поражения. В феврале 1869 формирование из 367 человек удалось создать на парагвайской территории под командованием Сирило Антонио Риваролы. Организаторы нового подразделения заявили о готовности «нанести последний удар самому жестокому врагу парагвайского народа». Президент Аргентины Доминго Фаустино Сармьенто одобрил инициативу. Аргентинский генерал Эмилио Митре вручил Легиону парагвайский флаг. Президент Лопес успел выразить по этому поводу официальный протест командующему бразильскими войсками графу д’Э.
Бойцы Парагвайского легиона, ненавидевшие режим Лопеса, отличались не только яростью в боях, но и жестокостью в расправах. Аргентинский полковник Донато Альварес сообщал генералу Митре, что вынужден был отозвать «парагвайский эскадрон» — из-за убийств и грабежей. Современные источники признают, что «не все легионеры вели себя так преступно», но подобные ситуации были довольно типичны.
В августе 1869, после гибели Лопеса, Тройственный альянс утвердил в Асунсьоне временное правительство Парагвая. Власть приняла хунта-триумвират: Риварола, Лойсага, Бедоя — все трое состояли в Парагвайском легионе. 1 марта 1870 Парагваская война официально завершилась.

## Послевоенная память
Деятели Парагвайского легиона активно включились в послевоенную политику. Они участвовали в создании двух основных политических партий: Колорадо и Либеральной — причём в обоих случаях среди основателей были и ветераны войны со стороны армии Лопеса. Риварола, Эгускиса, Феррейра в разное время побывали президентами Парагвая. В современном Парагвае преобладает отрицательное отношение к Парагвайскому легиону — но оно не распространяется на государственных деятелей, ранее воевавших в его составе.
Особенно негативно воспринимают Легион левые силы Парагвая. В этой связи интересны оценки ситуации 2012, когда был подвергнут импичменту президент Фернандо Луго. Правые противники Луго резко критиковали его левых сторонников, искавших поддержки идеологически близких иностранных правительств — Уго Чавеса в Венесуэле, Эво Моралеса в Боливии и — что было особенно символично — Дилмы Русеф в Бразилии, Кристины Киршнер в Аргентине, Хосе Мухики в Уругвае. Такие обращения были названы «„легионерским“ менталитетом», антинациональным союзом с иностранцами в целях внутриполитической борьбы. Социалистов из «Фронта Гуасу» назвали «„легионерами“ XXI века» (очевидное созвучие с «социалистами XXI века»).